# Vielohgraben
Der Vielohgraben ist ein ca. 1,1 km langer Graben in Hamburg.
Er verläuft bis zur Durchquerung des Trockenrückhaltebeckens komplett an der Grenze zwischen Hamburg-Schnelsen und Hamburg-Niendorf.
Er entspringt am Vielohweg und wird über seinen ganzen Verlauf hin von einem Wanderweg begleitet. Es ist nicht eindeutig klar, ab welcher Stelle es sich um den Kollauwanderweg handelt.
Er mündet durch ein Trockenrückhaltebecken in die Kollau, welches er, außer bei Hochwasser, als Bach durchquert.
Der Vielohgraben ist bereits auf einer Karte aus dem 19. Jahrhundert erkennbar. Er gehörte zu einem Netz aus Gewässern, die den Anfang der Kollau bildeten.